# 구쓰나 교지
구쓰나 교지(일본어: 忽那 喬司, 1997년 8월 20일~)는 일본의 축구 선수이다.

## 구단 경력
그는 2020년 J2리그의 에히메 FC에 입단했다. 2021년후 J3리그에 강등했다. 2023년까지 78경기에 출전하여, 3득점을 넣었다. 2024년 AC 나가노 파르세이루로 이적했다.